# Fervaches
Fervaches és un municipi francès situat al departament de la Manche i a la regió de Normandia. L'any 2007 tenia 352 habitants.

## Demografia

### Població
El 2007 la població de fet de Fervaches era de 352 persones. Hi havia 136 famílies de les quals 32 eren unipersonals (12 homes vivint sols i 20 dones vivint soles), 52 parelles sense fills, 44 parelles amb fills i 8 famílies monoparentals amb fills.
La població ha evolucionat segons el següent gràfic:
Habitants censats

### Habitatges
El 2007 hi havia 165 habitatges, 143 eren l'habitatge principal de la família, 12 eren segones residències i 10 estaven desocupats. Tots els 165 habitatges eren cases. Dels 143 habitatges principals, 94 estaven ocupats pels seus propietaris i 49 estaven llogats i ocupats pels llogaters; 6 tenien dues cambres, 29 en tenien tres, 25 en tenien quatre i 83 en tenien cinc o més. 119 habitatges disposaven pel capbaix d'una plaça de pàrquing. A 58 habitatges hi havia un automòbil i a 75 n'hi havia dos o més.

### Piràmide de població
La piràmide de població per edats i sexe el 2009 era:
| Homes | Edats   | Dones |
| ----- | ------- | ----- |
| 0     | 95 o +  | 0     |
| 0     | 90 a 94 | 0     |
| 0     | 85 a 89 | 8     |
| 0     | 80 a 84 | 4     |
| 4     | 75 a 79 | 4     |
| 8     | 70 a 74 | 4     |
| 8     | 65 a 69 | 8     |
| 8     | 60 a 64 | 12    |
| 0     | 55 a 59 | 0     |
| 8     | 50 a 54 | 0     |
| 16    | 45 a 49 | 16    |
| 8     | 40 a 44 | 16    |
| 4     | 35 a 39 | 8     |
| 16    | 30 a 34 | 4     |
| 24    | 25 a 29 | 12    |
| 4     | 20 a 24 | 8     |
| 20    | 15 a 19 | 16    |
| 12    | 10 a 14 | 0     |
| 12    | 5 a 9   | 8     |
| 8     | 0 a 4   | 8     |

## Economia
El 2007 la població en edat de treballar era de 217 persones, 182 eren actives i 35 eren inactives. De les 182 persones actives 167 estaven ocupades (92 homes i 75 dones) i 15 estaven aturades (3 homes i 12 dones). De les 35 persones inactives 13 estaven jubilades, 13 estaven estudiant i 9 estaven classificades com a «altres inactius».

### Ingressos
El 2009 a Fervaches hi havia 144 unitats fiscals que integraven 374 persones, la mediana anual d'ingressos fiscals per persona era de 16.383 €.

### Activitats econòmiques
Dels 11 establiments que hi havia el 2007, 4 eren d'empreses de construcció, 5 d'empreses de comerç i reparació d'automòbils, 1 d'una empresa d'hostatgeria i restauració i 1 d'una empresa financera.
Dels 5 establiments de servei als particulars que hi havia el 2009, 1 era un taller de reparació d'automòbils i de material agrícola, 1 guixaire pintor i 3 fusteries.
L'únic establiment comercial que hi havia el 2009 era una botiga de menys de 120 m².
L'any 2000 a Fervaches hi havia 14 explotacions agrícoles que ocupaven un total de 267 hectàrees.

## Poblacions més properes
El següent diagrama mostra les poblacions més properes.